# Robert Kammerer
Pour les articles homonymes, voir Kammerer.
Robert Kammerer, né le 1er décembre 1882 à Mulhouse et mort le 12 mai 1965 à Pfastatt, était un artiste peintre français.

## Biographie
Dès son plus jeune âge, Robert Kammerer est passionné par le dessin et la peinture. Ses fréquentes randonnées dans les Vosges avec son père lui donnent envie de peindre les paysages montagnards,.
Après avoir obtenu son baccalauréat, il s'oriente vers l'École de dessin industriel de Mulhouse, où il va rencontrer beaucoup d'artistes. Il se dirige ensuite vers l'École des arts décoratifs de Strasbourg, qui était la première institution d'art en Alsace. Il continue ensuite ses études à Paris et fait plusieurs voyages, entre autres en Grèce, Italie, Albanie, Suisse,  et Belgique. En 1910, il expose ses œuvres avec d'autres artistes. Il peint notamment des paysages vosgiens et thannois. Il expose ensuite en 1914 à la Maison d'Art alsacienne de Strasbourg.
Lors de la Première Guerre mondiale, il se joint à l'Armée française afin de devenir peintre aux armées. Il fait des esquisses sur le front, et les exposera en 1917 à Paris.
En 1940, Robert Kammerer est évacué en France, et ce jusqu'en 1947, avant de revenir sur ses terres d'origine, où il retrouve sa maison et son atelier détruits. Il décide alors de remonter l'atelier et de continuer à peindre, comme il le faisait avant son exil, et fera de nombreuses expositions jusqu'à sa mort en 1965.